# Kabale og Kærlighed
Kabale og Kærlighed er en tysk stumfilm fra 1922 af Carl Froelich.

## Medvirkende
- Lil Dagover som Luise Millerin
- Paul Hartmann som Ferdinand
- Walter Janssen som Fürst von Anspach
- Gertrude Welcker as Lady Emilie Milford
- Friedrich Kühne
- Fritz Kortner som Miller
- Werner Krauss som Wurm
- Ilka Grüning som Millerin
- Reinhold Schünzel som Hofmarschall Kalb